# 마리야 파블로브나 라시스키 황녀
마리야 파블로브나(Мария Павловна, 1786년 2월 16일 ~ 1859년 6월 23일)는 작센바이마르아이제나흐 대공국 칼 프리드리히 대공의 아내이다.

## 생애
1786년 상트 페테르부르크에서 러시아 황제 파벨 1세의 셋째딸로 태어났다. 1804년 작센바이마르아이제나흐 대공세자 칼 프리드리히와 결혼하였고 2남 2녀를 낳았다. 1853년 남편이 죽고 난 뒤에는 모든 공무에서 은퇴하였고, 2년 뒤인 1855년 조카 알렉산드르 2세의 대관식에 참석하기 위해 마지막으로 러시아를 방문했다.
마리야는 예술과 과학에 관심이 많았으며 작센바이마르아지제나흐 대공국의 문화를 발전시키는 데 큰 기여를 했다. 그녀는 예나 대학에 여러 학과를 신설하고 알렉산더 폰 훔볼트를 교수로 초빙했다. 마리야는 러시아 시인 바실리 주콥스키와 평생에 걸쳐 서신을 교환했으며, 프리드리히 실러는 마리야에게 자신의 유작을 남기기도 했다. 또한 프란츠 리스트를 궁정에 초청해서 연주회를 열었으며, 바그너의 오페라 《로엔그린》의 초연이 바이마르에서 열린 것도 이 시기의 일이다.

## 자녀
- 폴 알렉산더(1805년)
- 마리(1808~1877)
- 아우구스타(1811~1890) 빌헬름 1세의 황후
- 카를 알렉산더(1818~1901) 작센바이마르아이제나흐 대공